# Юркув (Лімановський повіт)
Юркув (пол. Jurków) — село в Польщі, у гміні Добра Лімановського повіту Малопольського воєводства.
Населення — 1129 осіб (2011).
У 1975—1998 роках село належало до Новосондецького воєводства.

## Географія
Селом протікає річка Лососіна, у яку впадає потік Хишувка.

## Демографія
Демографічна структура станом на 31 березня 2011 року:
|          | Загалом | Допрацездатний вік | Працездатний вік | Постпрацездатний вік |
| -------- | ------- | ------------------ | ---------------- | -------------------- |
| Чоловіки | 573     | 148                | 370              | 55                   |
| Жінки    | 556     | 137                | 321              | 98                   |
| Разом    | 1129    | 285                | 691              | 153                  |